# Korea Południowa na Letnich Igrzyskach Olimpijskich 2020
Koreę Południową na Letnich Igrzyskach Olimpijskich 2020 reprezentowało 235 zawodników : 130 mężczyzn i 105 kobiet. Był to  start reprezentacji na letnich igrzyskach olimpijskich.

## Zdobyte medale[3]
| Medal  | Zawodnik                                                  | Dyscyplina           | Konkurencja                      | Rezultat                                                                        | Data       |
| ------ | --------------------------------------------------------- | -------------------- | -------------------------------- | ------------------------------------------------------------------------------- | ---------- |
| Złoto  | Kim Je-deok, An San                                       | Łucznictwo           | drużyny mieszane                 | W finale pokonali mikst holenderki Schloesser / Wijler                          | 24 lipca   |
| Złoto  | An San, Jang Min-hee, Kang Chae-young                     | Łucznictwo           | turniej drużynowy kobiet         | W finale pokonały drużynę ROC                                                   | 25 lipca   |
| Złoto  | Kim Woo-jin, Oh Jin-hyek, Kim Je-deok                     | Łucznictwo           | turniej drużynowy mężczyzn       | W finale pokonali drużynę Tajpej                                                | 26 lipca   |
| Złoto  | Kim Jung-hwan, Oh Sang-uk, Gu Bon-gil, Kim Jun-ho         | Szermierka           | szabla drużynowo mężczyzn        | W finale pokonali reprezentację Włoch                                           | 28 lipca   |
| Złoto  | An San                                                    | Łucznictwo           | turniej indywidualny kobiet      | W finale pokonała reprezentantkę ROC Jelenę Osipową                             | 30 lipca   |
| Złoto  | Shin Jeahwan                                              | Gimnastyka sportowa  | skok mężczyzn                    | 14,783 pkt                                                                      | 2 sierpnia |
| Srebro | Chol In-jeong, Kang Young-mi, Lee Hye-in, Song Se-ra      | Szermierka           | szpada drużynowo kobiet          | W finale uległy reprezentantkom Estonii                                         | 27 lipca   |
| Srebro | Lee Da-bin                                                | Taekwondo            | kategoria powyżej 67 kg kobiet   | W finale uległa reprezentantce Serbii Milica Mandić                             | 27 lipca   |
| Srebro | Cho Gu-ham                                                | Judo                 | kategoria do 100 kg mężczyzn     | W finale uległ reprezentantowi Japonii Aaronowi Wolfowi                         | 29 lipca   |
| Srebro | Kim Min-jung                                              | Strzelectwo          | pistolet dowolny kobiet          | 38 + 1 pkt                                                                      | 30 lipca   |
| Brąz   | Kim Jung-hwan                                             | Szermierka           | szabla indywidualnie mężczyzn    | W pojedynku o brązowy medal pokonał reprezentanta Gruzji Sandro Bazadze         | 24 lipca   |
| Brąz   | Jun Jang                                                  | Taekwondo            | kategoria do 58 kg mężczyzn      | W pojedynku o brązowy medal pokonał Węgra Omara Selima                          | 24 lipca   |
| Brąz   | An Ba-ul                                                  | Judo                 | kategoria do 66 kg mężczyzn      | W pojedynku o brązowy medal pokonał reprezentanta Włoch Manuela Lombardo        | 25 lipca   |
| Brąz   | An Chang-rim                                              | Judo                 | kategoria do 73 kg mężczyzn      | W pojedynku o brązowy medal pokonał reprezentanta Azerbejdżanu Rüstəm Orucov    | 26 lipca   |
| Brąz   | In Kyo-don                                                | Taekwondo            | kategoria powyżej 80 kg mężczyzn | W pojedynku o brązowy medal pokonał reprezentanta Słowenii Ivana Trajkoviča     | 27 lipca   |
| Brąz   | Park Sang-young, Ma Se-geon, Song Jae-ho, Kweon Young-jun | Szermierka           | szpada drużynowo mężczyzn        | W pojedynku o brązowy medal pokonali drużynę Chin                               | 30 lipca   |
| Brąz   | Kim Ji-yeon, Yoon Ji-su, Seo Ji-yeon, Choi Soo-yeon       | Szermierka           | szabla drużynowo kobiet          | W pojedynku o brązowy medal pokonały drużynę Włoch                              | 31 lipca   |
| Brąz   | Seojeong Yeo                                              | Gimnastyka sportowa  | skok kobiet                      | 14,733 pkt                                                                      | 1 sierpnia |
| Brąz   | Kim So-yeong, Kong Hee-yong                               | Badminton            | gra podwójna kobiet              | W pojedynku o brązowy medal pokonały rodaczki Lee So-hee / Shin Seunng-chan 2:0 | 2 sierpnia |
| Brąz   | Jun Woong-tae                                             | Pięciobój nowoczesny | mężczyźni indywidualnie          | 1477 pkt                                                                        | 7 sierpnia |

## Skład kadry

### Badminton
| Zawodnik                    | Konkurencja        | Faza grupowa                                | Faza grupowa                                  | Faza grupowa                                      | Pozycja | 1/8                               | Ćwierćfinały                                 | Półfinały                                  | Finał                                         | Finał   | Źródło                          |
| Zawodnik                    | Konkurencja        | Przeciwnik Wynik                            | Przeciwnik Wynik                              | Przeciwnik Wynik                                  | Pozycja | Przeciwnik Wynik                  | Przeciwnik Wynik                             | Przeciwnik Wynik                           | Przeciwnik Wynik                              | Pozycja | Źródło                          |
| --------------------------- | ------------------ | ------------------------------------------- | --------------------------------------------- | ------------------------------------------------- | ------- | --------------------------------- | -------------------------------------------- | ------------------------------------------ | --------------------------------------------- | ------- | ------------------------------- |
| Heo Kwang-hee               | gra pojedyncza (m) | Lam 2:0 (21:10, 21:15)                      | Momota 2:0 (21:15, 21:19)                     | N\A                                               | 1.      | Bye                               | Cordón 0:2 (13:21, 18:21)                    | NQ                                         | NQ                                            | 5.      | [ 4 ] [ 5 ] [ 6 ]               |
| An Se-yeong                 | gra pojedyncza (k) | Azurmendi 2:0 (21:13, 21:8)                 | Adesokan 2:0 (21:2, 21:6)                     | N\A                                               | 1.      | Ongbamrungphan 2:0 (21:15, 21:15) | Chen Yufei 0:2 (18:21, 19:21)                | NQ                                         | NQ                                            | 5.      | [ 7 ] [ 8 ] [ 9 ]               |
| Kim Ga-eun                  | gra pojedyncza (k) | Gaitan 2:0 (21:14, 21:9)                    | Yeo Jia Min 2:0 (21:13, 21:14)                | N\A                                               | 1.      | Yamaguchi 0:2 (17:21, 18:21)      | NQ                                           | NQ                                         | NQ                                            | 9.      | [ 7 ] [ 8 ] [ 9 ]               |
| Choi Sol-gyu Seo Seung-jae  | gra podwójna (m)   | Aaron Chia Soh Wooi Yik 0:2 (22:24, 15:21)  | Jason Ho-Shue Nyl Yakura 2:0 (21:14, 21:8)    | Ahsan Setiawan 1:2 (12:21, 21:19, 18:21)          | 3.      | N/A                               | NQ                                           | NQ                                         | NQ                                            | 9.      | [ 7 ] [ 4 ] [ 10 ] [ 8 ] [ 11 ] |
| Kim So-yeong Kong Hee-yong  | gra podwójna (m)   | G.Stoеwa S.Stoеwa 2:1 (21:23, 21:12, 23:21) | Kititharakul Prajongjai 2:0 (21:19, 24:22)    | Chen Qingchen Jia Yifan 1:2 (21:19, 16:21, 14:21) | 2.      | N/A                               | Matsumoto Nagahara 1:2 (21:14, 14:21, 28:26) | Chen Qingchen Jia Yifan 0:2 (15:21, 11:21) | Lee So-hee Shin Seung-chan 2:0 (21:10, 21:17) | brąz    | [ 10 ] [ 7 ] [ 8 ] [ 12 ]       |
| Lee So-hee Shin Seung-chan  | gra podwójna (m)   | Mapasa Somerville 2:0 (21:9, 21:6)          | Fruergaard Thygesen 2:1 (21:15, 19:21, 22:20) | Du Yue Li Yinhui 2:0 (21:19, 21:12)               | 1.      | N/A                               | Piek Seinen 2:0 (21:8, 21:17)                | Polii Rahayu 0:2 (19:21, 17:21)            | Kim So-yeong Kong Hee-yong 0:2 (10:21, 17:21) | 4.      | [ 10 ] [ 7 ] [ 8 ] [ 12 ]       |
| Seo Seung-jae Chae Yoo-jung | mikst              | Tabeling Piek 2:1 (16:21, 21:15, 21:11)     | Elgamal Hany 2:0 (21:7, 21:3)                 | Zheng Siwei Huang Yaqiong 0:2 (14:21, 17:21)      | 2.      | N/A                               | Wang Yilyu Huang Dongping 0:2 (9:21, 16:21)  | NQ                                         | NQ                                            | 5.      | [ 7 ] [ 10 ] [ 4 ] [ 13 ]       |

### Baseball
- Reprezentacja mężczyzn

| - Cha Woo-chan - Cho Sang-woo - Choi Won-joon - Go Woo-suk - Kim Jin-uk - Kim Min-woo - Ko Young-pyo - Lee Eui-lee - Seung-hwan Oh - Park Se-woong - Won Tae-in - Hyun-soo Kim |  | - Kang Min-ho - Yang Eui-ji - Choi Joo-hwan - Hur Kyoung-min - Jae-gyun Hwang - Kang Baek-ho - Kim Hye-seong - Oh Jae-il - Oh Ji-hwan - Lee Jung-hoo - Park Hae-min - Park Kun-woo |

| Drużyna          | Konkurencja | Faza grupowa     | Faza grupowa          | Faza grupowa | Pierwsza runda   | Druga runda      | Półfinał              | Finał            | Pozycja | Źródło        |
| Drużyna          | Konkurencja | Przeciwnik Wynik | Przeciwnik Wynik      | Pozycja      | Przeciwnik Wynik | Przeciwnik Wynik | Przeciwnik Wynik      | Przeciwnik Wynik | Pozycja | Źródło        |
| ---------------- | ----------- | ---------------- | --------------------- | ------------ | ---------------- | ---------------- | --------------------- | ---------------- | ------- | ------------- |
| Korea Południowa | mężczyźni   | Izrael 6:5       | Stany Zjednoczone 2:4 | 2.           | Dominikana 4:3   | N/A              | Stany Zjednoczone 2:7 | Dominikana 6:10  | 4.      | [ 14 ] [ 15 ] |

### Boks
| Zawodnik   | Konkurencja          | 1/16             | 1/8              | Ćwierćfinał      | Półfinał         | Finał            | Finał   | Źródło |
| Zawodnik   | Konkurencja          | Przeciwnik Wynik | Przeciwnik Wynik | Przeciwnik Wynik | Przeciwnik Wynik | Przeciwnik Wynik | Miejsce | Źródło |
| ---------- | -------------------- | ---------------- | ---------------- | ---------------- | ---------------- | ---------------- | ------- | ------ |
| Im Ae-ji   | waga piórkowa kobiet | Bye              | Nicolson P 1-4   | NQ               | NQ               | NQ               | 9.      | [ 16 ] |
| Oh Yeon-ji | waga lekka kobiet    | Bye              | Potkonen P 1-4   | NQ               | NQ               | NQ               | 9.      | [ 17 ] |

### Gimnastyka
Mężczyźni
| Zawodnik      | Konkurencja        | Kwalifikacje | Kwalifikacje | Kwalifikacje | Kwalifikacje | Kwalifikacje | Kwalifikacje | Kwalifikacje | Finał    | Finał    | Finał    | Finał    | Finał    | Finał    | Finał | Pozycja | Źródło |
| Zawodnik      | Konkurencja        | Przyrząd     | Przyrząd     | Przyrząd     | Przyrząd     | Przyrząd     | Przyrząd     | Razem        | Przyrząd | Przyrząd | Przyrząd | Przyrząd | Przyrząd | Przyrząd | Razem | Pozycja | Źródło |
| Zawodnik      | Konkurencja        | F            | PH           | R            | V            | PB           | HB           | Razem        | F        | PH       | R        | V        | PB       | HB       | Razem | Pozycja | Źródło |
| ------------- | ------------------ | ------------ | ------------ | ------------ | ------------ | ------------ | ------------ | ------------ | -------- | -------- | -------- | -------- | -------- | -------- | ----- | ------- | ------ |
| Kim Han-sol   | wielobój drużynowy | 14,900       | 11,833       | 13,600       | 14,233       | 13,666       | 12,800       | 81,032       | NQ       | NQ       | NQ       | NQ       | NQ       | NQ       | NQ    | 11.     | [ 18 ] |
| Lee Jun-ho    | wielobój drużynowy | 13,733       | 12,900       | 13,700       | 14,433       | 14,266       | 13,366       | 82,398       | NQ       | NQ       | NQ       | NQ       | NQ       | NQ       | NQ    | 11.     | [ 19 ] |
| Ryu Sung-hyun | wielobój drużynowy | 15,066       | 12,900       | 13,166       | 14,500       | 11,966       | 13,133       | 80,731       | NQ       | NQ       | NQ       | NQ       | NQ       | NQ       | NQ    | 11.     | [ 20 ] |
| Yang Hak-seon | wielobój drużynowy | N/A          | N/A          | N/A          | 14,866       | N/A          | N/A          | 14,866       | NQ       | NQ       | NQ       | NQ       | NQ       | NQ       | NQ    | 11.     | [ 21 ] |
| Razem         | wielobój drużynowy | 43,699       | 37,633       | 40,466       | 43,799       | 39,898       | 39,299       | 244,794      | NQ       | NQ       | NQ       | NQ       | NQ       | NQ       | NQ    | 11.     | [ 22 ] |

| Zawodnik      | Konkurencja                 | Kwalifikacje | Kwalifikacje | Kwalifikacje | Kwalifikacje | Kwalifikacje | Kwalifikacje | Kwalifikacje | Kwalifikacje | Finał    | Finał    | Finał    | Finał    | Finał    | Finał    | Finał  | Finał   | Źródło |
| Zawodnik      | Konkurencja                 | Przyrząd     | Przyrząd     | Przyrząd     | Przyrząd     | Przyrząd     | Przyrząd     | Razem        | Pozycja      | Przyrząd | Przyrząd | Przyrząd | Przyrząd | Przyrząd | Przyrząd | Razem  | Pozycja | Źródło |
| Zawodnik      | Konkurencja                 | F            | PH           | R            | V            | PB           | HB           | Razem        | Pozycja      | F        | PH       | R        | V        | PB       | HB       | Razem  | Pozycja | Źródło |
| ------------- | --------------------------- | ------------ | ------------ | ------------ | ------------ | ------------ | ------------ | ------------ | ------------ | -------- | -------- | -------- | -------- | -------- | -------- | ------ | ------- | ------ |
| Lee Jun-ho    | wielobój indywidualnie      | 13,733       | 12,900       | 13,700       | 14,433       | 14,266       | 13,366       | 82,398       | 28.          | 13,966   | 12,766   | 13,466   | 13,800   | 14,166   | 12,300   | 80,464 | 22.     | [ 19 ] |
| Kim Han-sol   | wielobój indywidualnie      | 14,900       | 11,833       | 13,600       | 14,233       | 13,666       | 12,800       | 81,032       | 39.          | NQ       | NQ       | NQ       | NQ       | NQ       | NQ       | NQ     | 39.     | [ 18 ] |
| Ryu Sung-hyun | wielobój indywidualnie      | 15,066       | 12,900       | 13,166       | 14,500       | 11,966       | 13,133       | 80,731       | 41.          | NQ       | NQ       | NQ       | NQ       | NQ       | NQ       | NQ     | 41.     | [ 20 ] |
| Ryu Sung-hyun | ćwiczenia wolne             | 15,066       | N/A          | N/A          | N/A          | N/A          | N/A          | 15,066       | 3.           | 14,233   | N/A      | N/A      | N/A      | N/A      | N/A      | 14,233 | 4.      | [ 20 ] |
| Kim Han-sol   | ćwiczenia wolne             | 14,900       | N/A          | N/A          | N/A          | N/A          | N/A          | 14,900       | 5.           | 13,066   | N/A      | N/A      | N/A      | N/A      | N/A      | 13,066 | 8.      | [ 18 ] |
| Lee Jun-ho    | ćwiczenia wolne             | 13,733       | N/A          | N/A          | N/A          | N/A          | N/A          | 13,733       | 36.          | NQ       | NQ       | NQ       | NQ       | NQ       | NQ       | NQ     | 36.     | [ 19 ] |
| Lee Jun-ho    | ćwiczenia na poręczach      | N/A          | N/A          | N/A          | N/A          | 14,266       | N/A          | 14,266       | 37.          | NQ       | NQ       | NQ       | NQ       | NQ       | NQ       | NQ     | 37.     | [ 19 ] |
| Kim Han-sol   | ćwiczenia na poręczach      | N/A          | N/A          | N/A          | N/A          | 13,666       | N/A          | 13,666       | 51.          | NQ       | NQ       | NQ       | NQ       | NQ       | NQ       | NQ     | 51.     | [ 18 ] |
| Ryu Sung-hyun | ćwiczenia na poręczach      | N/A          | N/A          | N/A          | N/A          | 11,966       | N/A          | 11,966       | 66.          | NQ       | NQ       | NQ       | NQ       | NQ       | NQ       | NQ     | 66.     | [ 20 ] |
| Lee Jun-ho    | ćwiczenia na drążku         | N/A          | N/A          | N/A          | N/A          | N/A          | 13,366       | 13,366       | 35.          | NQ       | NQ       | NQ       | NQ       | NQ       | NQ       | NQ     | 35.     | [ 19 ] |
| Ryu Sung-hyun | ćwiczenia na drążku         | N/A          | N/A          | N/A          | N/A          | N/A          | 13,133       | 13,133       | 40.          | NQ       | NQ       | NQ       | NQ       | NQ       | NQ       | NQ     | 40.     | [ 20 ] |
| Kim Han-sol   | ćwiczenia na drążku         | N/A          | N/A          | N/A          | N/A          | N/A          | 12,800       | 12,800       | 56.          | NQ       | NQ       | NQ       | NQ       | NQ       | NQ       | NQ     | 56.     | [ 18 ] |
| Lee Jun-ho    | ćwiczenia na koniu z łękami | N/A          | 12,900       | N/A          | N/A          | N/A          | N/A          | 12,900       | 48.          | NQ       | NQ       | NQ       | NQ       | NQ       | NQ       | NQ     | 48.     | [ 19 ] |
| Ryu Sung-hyun | ćwiczenia na koniu z łękami | N/A          | 12,900       | N/A          | N/A          | N/A          | N/A          | 12,900       | 48.          | NQ       | NQ       | NQ       | NQ       | NQ       | NQ       | NQ     | 48.     | [ 20 ] |
| Kim Han-sol   | ćwiczenia na koniu z łękami | N/A          | 11,833       | N/A          | N/A          | N/A          | N/A          | 11,833       | 70.          | NQ       | NQ       | NQ       | NQ       | NQ       | NQ       | NQ     | 70.     | [ 18 ] |
| Lee Jun-ho    | ćwiczenia na kółkach        | N/A          | N/A          | 13,700       | N/A          | N/A          | N/A          | 13,700       | 32.          | NQ       | NQ       | NQ       | NQ       | NQ       | NQ       | NQ     | 32.     | [ 19 ] |
| Kim Han-sol   | ćwiczenia na kółkach        | N/A          | N/A          | 13,600       | N/A          | N/A          | N/A          | 13,600       | 35.          | NQ       | NQ       | NQ       | NQ       | NQ       | NQ       | NQ     | 35.     | [ 18 ] |
| Ryu Sung-hyun | ćwiczenia na kółkach        | N/A          | N/A          | 13,166       | N/A          | N/A          | N/A          | 13,166       | 54.          | NQ       | NQ       | NQ       | NQ       | NQ       | NQ       | NQ     | 54.     | [ 20 ] |
| Shin Jea-hwan | skok                        | N/A          | N/A          | N/A          | 14,866       | N/A          | N/A          | 14,866       | 1.           | N/A      | N/A      | N/A      | 14,783   | N/A      | N/A      | 14,783 | złoto   | [ 23 ] |
| Yang Hak-seon | skok                        | N/A          | N/A          | N/A          | 14,366       | N/A          | N/A          | 14,366       | 9.           | NQ       | NQ       | NQ       | NQ       | NQ       | NQ       | NQ     | 9.      | [ 21 ] |
| Kim Han-sol   | skok                        | N/A          | N/A          | N/A          | 14,333       | N/A          | N/A          | 14,333       | 10.          | NQ       | NQ       | NQ       | NQ       | NQ       | NQ       | NQ     | 10.     | [ 18 ] |
| Lee Jun-ho    | skok                        | N/A          | N/A          | N/A          | 14,333       | N/A          | N/A          | 14,333       | 11.          | NQ       | NQ       | NQ       | NQ       | NQ       | NQ       | NQ     | 11.     | [ 19 ] |

Kobiety
| Zawodniczka   | Konkurencja             | Kwalifikacje | Kwalifikacje | Kwalifikacje | Kwalifikacje | Kwalifikacje | Kwalifikacje | Finał     | Finał     | Finał     | Finał     | Finał  | Finał   | Źródło |
| Zawodniczka   | Konkurencja             | Przyrządy    | Przyrządy    | Przyrządy    | Przyrządy    | Razem        | Pozycja      | Przyrządy | Przyrządy | Przyrządy | Przyrządy | Razem  | Pozycja | Źródło |
| Zawodniczka   | Konkurencja             | V            | UB           | BB           | F            | Razem        | Pozycja      | V         | UB        | BB        | F         | Razem  | Pozycja | Źródło |
| ------------- | ----------------------- | ------------ | ------------ | ------------ | ------------ | ------------ | ------------ | --------- | --------- | --------- | --------- | ------ | ------- | ------ |
| Lee Yun-seo   | wielobój indywidualnie  | 13,400       | 14,333       | 12,841       | 12,966       | 53,540       | 29.          | 13,400    | 14,300    | 11,266    | 12,666    | 51,632 | 21.     | [ 24 ] |
| Yeo Seo-jeong | wielobój indywidualnie  | 15,000       | 12,500       | 10,583       | 12,566       | 50,649       | 56.          | NQ        | NQ        | NQ        | NQ        | NQ     | 56.     | [ 25 ] |
| Lee Yun-seo   | ćwiczenia na poręczach  | N/A          | 14,333       | N/A          | N/A          | 14,333       | 16.          | NQ        | NQ        | NQ        | NQ        | NQ     | 16.     | [ 24 ] |
| Yeo Seo-jeong | ćwiczenia na poręczach  | N/A          | 12,500       | N/A          | N/A          | 12,500       | 61.          | NQ        | NQ        | NQ        | NQ        | NQ     | 61.     | [ 25 ] |
| Lee Yun-seo   | ćwiczenia na równoważni | N/A          | N/A          | 12,841       | N/A          | 12,841       | 42.          | NQ        | NQ        | NQ        | NQ        | NQ     | 42.     | [ 24 ] |
| Yeo Seo-jeong | ćwiczenia na równoważni | N/A          | N/A          | 10,583       | N/A          | 10,583       | 87.          | NQ        | NQ        | NQ        | NQ        | NQ     | 87.     | [ 25 ] |
| Lee Yun-seo   | ćwiczenia wolne         | N/A          | N/A          | N/A          | 12,966       | 12,966       | 30.          | NQ        | NQ        | NQ        | NQ        | NQ     | 30.     | [ 24 ] |
| Yeo Seo-jeong | ćwiczenia wolne         | N/A          | N/A          | N/A          | 12,566       | 12,566       | 54.          | NQ        | NQ        | NQ        | NQ        | NQ     | 54.     | [ 25 ] |
| Yeo Seo-jeong | skoki                   | 14,800       | N/A          | N/A          | N/A          | 14,800       | 5.           | 14,733    | N/A       | N/A       | N/A       | 14,733 | brąz    | [ 25 ] |

### Golf
| Zawodnik      | Konkurencja | Runda 1 | Runda 2 | Runda 3 | Runda 4 | Łącznie | Łącznie | Łącznie | Źródło |
| Zawodnik      | Konkurencja | Wynik   | Wynik   | Wynik   | Wynik   | Wynik   | Par     | Pozycja | Źródło |
| ------------- | ----------- | ------- | ------- | ------- | ------- | ------- | ------- | ------- | ------ |
| Kim Sei-young | kobiety     | 69      | 69      | 68      | 68      | 274     | - 10    | 9.      | [ 26 ] |
| Ko Jin-young  | kobiety     | 68      | 67      | 71      | 68      | 274     | - 10    | 9.      | [ 26 ] |
| Kim Hyo-joo   | kobiety     | 70      | 68      | 70      | 67      | 275     | - 9     | 15.     | [ 26 ] |
| Park Inbee    | kobiety     | 69      | 70      | 71      | 69      | 279     | - 5     | 23.     | [ 26 ] |
| Im Sung-jae   | Mężczyźni   | 70      | 73      | 63      | 68      | 274     | - 10    | 22.     | [ 27 ] |
| Kim Si-woo    | Mężczyźni   | 68      | 71      | 70      | 67      | 274     | - 8     | 32.     | [ 27 ] |

### Jeździectwo
Ujeżdżenie
| Zawodnik      | Koń                      | Konkurencja  | Grand Prix | Grand Prix | Grand Prix Special | Grand Prix Special | Finał | Finał | Źródło |
| Zawodnik      | Koń                      | Konkurencja  | Wynik      | Poz.       | Wynik              | Poz.               | Wynik | Poz.  | Źródło |
| ------------- | ------------------------ | ------------ | ---------- | ---------- | ------------------ | ------------------ | ----- | ----- | ------ |
| Kim Dong-seon | Ujeżdżenie indywidualnie | Dsk Belstaff | 63,447     | 55.'       | NQ                 | NQ                 | NQ    | NQ    | [ 28 ] |

### Judo
| Zawodnik | Konkurencja | 1/16                | 1/8                   | Ćwierćfinał         | Półfinał                | Repasaże            | Finał / 3.miejsce       | Finał / 3.miejsce | Źródła |
| Zawodnik | Konkurencja | Przeciwniczka Wynik | Przeciwniczka Wynik   | Przeciwniczka Wynik | Przeciwniczka Wynik     | Przeciwniczka Wynik | Przeciwniczka Wynik     | Pozycja           | Źródła |
| --- | ----------- | ------------------- | --------------------- | ------------------- | ----------------------- | ------------------- | ----------------------- | ----------------- | ------ |
| Kim Won-jin | -60 kg (m)  | Bye                 | Takabatake W 10-00    | Smietow P 00-10     | NQ                      | Chkhvimiani W 10-00 | Mkheidze P 00-10        | 5.                | [ 29 ] |
| An Ba-ul | -66 kg (m)  | Bye                 | Sancho W 10-00        | Gomboc W 10-00      | Margwelaszwili P 00-01  | N/A                 | Lombardo P 10-00        | brąz              | [ 30 ] |
| An Chang-rim | -73 kg (m)  | Basile W 01-00      | Turaev W 01-00        | Butbul W 01-00      | Szawdatuaszwili P 00-10 | N/A                 | Rüstəm Orucov P 000-101 | brąz              | [ 31 ] |
| Lee Sung-ho | -81 kg (m)  | Elias W 10-00       | Grigalaszwili P 00-10 | NQ                  | NQ                      | NQ                  | NQ                      | 9.                | [ 32 ] |
| Gwak Dong-han | -90 kg (m)  | Anani W 10-00       | Trippel P 00-10       | NQ                  | NQ                      | NQ                  | NQ                      | 9.                | [ 33 ] |
| Cho Gu-ham | -100 kg (m) | Bye                 | Kukolj W 10-00        | Frey W 01-00        | Fonseca W 01-00         | N/A                 | Wolf P 00-01            | srebro            | [ 34 ] |
| Kim Min-jong | +100 kg (m) | Bye                 | Harasawa P 00-01      | NQ                  | NQ                      | NQ                  | NQ                      | 9.                | [ 35 ] |
| Kang Yu-jeong | -48 kg (k)  | Štangar P 01-10     | NQ                    | NQ                  | NQ                      | NQ                  | NQ                      | 17.               | [ 36 ] |
| Park Da-sol | -52 kg (k)  | Cesar W 11-00       | Kuziutina W 01-00     | Buchard P 00-10     | NQ                      | Pupp P 00-01        | NQ                      | 7.                | [ 37 ] |
| Kim Ji-su | -57 kg (k)  | Roper W 10-00       | Cysique P 00-01       | NQ                  | NQ                      | NQ                  | NQ                      | 9.                | [ 38 ] |
| Han Hee-ju | -63 kg (k)  | Trstenjak P 00-10   | NQ                    | NQ                  | NQ                      | NQ                  | NQ                      | 17.               | [ 39 ] |
| Kim Seong-yeon | -70 kg (k)  | Sophina W 10-00     | Polleres P 00-01      | NQ                  | NQ                      | NQ                  | NQ                      | 9.                | [ 40 ] |
| Yoon Hyun-ji | -78 kg (k)  | Papadakis W 10-00   | Powell W 11-00        | Steenhuis W 10-00   | Malonga P 00-10         | N/A                 | Aguiar P 00-10          | 5.                | [ 41 ] |
| Han Mi-jin | +78 kg (k)  | Savelkouls W 01-00  | Słucka W 10-00        | Kindzerśka P 00-11  | NQ                      | Sayıt P 00-10       | NQ                      | 7.                | [ 42 ] |
| Kim Won-jin An Ba-ul An Chang-rim Lee Sung-ho Gwak Dong-han Cho Gu-ham Kim Min-jong Kang Yu-jeong Park Da-sol Kim Ji-su Han Hee-ju Kim Seong-yeon Han Mi-jin | drużynowo   | N/A                 | Mongolia · P 1-4      | NQ                  | NQ                      | NQ                  | NQ                      | 9.                | [ 43 ] |

### Kajakarstwo
| Zawodnik      | Konkurencja   | Eliminacje | Eliminacje | Ćwierćfinały | Ćwierćfinały | Półfinały | Półfinały | Finał A/B | Finał A/B  | Pozycja | Źródło |
| Zawodnik      | Konkurencja   | Czas       | Pozycja    | Czas         | Pozycja      | Czas      | Pozycja   | Czas      | Pozycja    | Pozycja | Źródło |
| ------------- | ------------- | ---------- | ---------- | ------------ | ------------ | --------- | --------- | --------- | ---------- | ------- | ------ |
| Cho Gwang-hee | K-1 200 m (m) | 35,738     | 3.         | 35,048       | 1.           | 36,094    | 6.        | 36,440    | 5. Finał B | 13.     | [ 44 ] |

### Karate
| Zawodnik     | Konkurencja   | Eliminacje | Eliminacje | Eliminacje | Eliminacje | Eliminacje | Finał                        | Pozycja | Źródło |
| Zawodnik     | Konkurencja   | 1 kata     | 2 kata     | Średnia    | 3 kata     | Wynik      | Finał                        | Pozycja | Źródło |
| ------------ | ------------- | ---------- | ---------- | ---------- | ---------- | ---------- | ---------------------------- | ------- | ------ |
| Park Hee-jun | kata mężczyzn | 25,72      | 25,52      | 25,62      | 25,98      | 3.         | Ali Sofuoğlu P 26,14 - 27,26 | 5.      | [ 45 ] |

### Kolarstwo

#### Kolarstwo szosowe
| Zawodnik   | Konkurencja                    | Czas    | Pozycja | Źródło |
| ---------- | ------------------------------ | ------- | ------- | ------ |
| Na Ah-reum | wyścig ze startu wspólnego (k) | 4:01:08 | 38.     | [ 46 ] |

#### Kolarstwo torowe
Sprint
| Zawodnik    | Konkurencja       | Kwalifikacje  | Kwalifikacje    | Runda 1     | Repasaże 1 Runda       | Runda 2         | Repasaże 2 Runda | Runda 3         | Repasaże 3 Runda | Ćwierćfinały    | Półfinały       | Finał           | Finał   | Źródło |
| Zawodnik    | Konkurencja       | Czas Prędkość | Przeciwnik Czas | Pozycja     | Przeciwnik Czas        | Przeciwnik Czas | Przeciwnik Czas  | Przeciwnik Czas | Przeciwnik Czas  | Przeciwnik Czas | Przeciwnik Czas | Przeciwnik Czas | Pozycja | Źródło |
| ----------- | ----------------- | ------------- | --------------- | ----------- | ---------------------- | --------------- | ---------------- | --------------- | ---------------- | --------------- | --------------- | --------------- | ------- | ------ |
| Lee Hye-jin | indywidualnie (k) | 10,904 66,031 | 21.             | Gros 12,013 | Godby Szmielowa 11,426 | NQ              | NQ               | NQ              | NQ               | NQ              | NQ              | NQ              | 21.     | [ 47 ] |

Keirin
| Zawodnik    | Konkurencja | Runda 1 | Repesaż | Ćwierćfinał | Półfinał | Finał   | Pozycja | Źródło |
| Zawodnik    | Konkurencja | Miejsce | Miejsce | Miejsce     | Miejsce  | Miejsce | Pozycja | Źródło |
| ----------- | ----------- | ------- | ------- | ----------- | -------- | ------- | ------- | ------ |
| Lee Hye-jin | kobiety     | 3.      | 3.      | NQ          | NQ       | NQ      | 19.     | [ 47 ] |

### Koszykówka
Turniej kobiet
- Reprezentacja kobiet

| - Shin Ji-hyun - Han Eom-ji - Kang Lee-seul - Yoon Ye-bin - An He-ji - Park Hye-jin |  | - Park Ji-hyun - Bae Hye-yoon - Kim Jung-eun - Park Ji-su - Kim Dan-bi - Jin An |

| Drużyna          | Konkurencja | Faza grupowa     | Faza grupowa     | Faza grupowa     | Faza grupowa | Ćwierćfinały     | Półfinały        | Finał            | Pozycja | Źródło        |
| Drużyna          | Konkurencja | Przeciwnik Wynik | Przeciwnik Wynik | Przeciwnik Wynik | Pozycja      | Przeciwnik Wynik | Przeciwnik Wynik | Przeciwnik Wynik | Pozycja | Źródło        |
| ---------------- | ----------- | ---------------- | ---------------- | ---------------- | ------------ | ---------------- | ---------------- | ---------------- | ------- | ------------- |
| Korea Południowa | kobiety     | Hiszpania 69-73  | Kanada 53-74     | Serbia 61-65     | 4.           | NQ               | NQ               | NQ               | 10.     | [ 48 ] [ 49 ] |

### Lekkoatletyka
Konkurencje biegowe
| Zawodnik          | Konkurencja       | Eliminacje | Eliminacje | Półfinał | Półfinał | Finał   | Finał   | Źródło |
| Zawodnik          | Konkurencja       | Wynik      | Miejsce    | Wynik    | Miejsce  | Wynik   | Miejsce | Źródło |
| ----------------- | ----------------- | ---------- | ---------- | -------- | -------- | ------- | ------- | ------ |
| Shim Jung-sub     | maraton (m)       | N/A        | N/A        | N/A      | N/A      | 2:20:36 | 49.     | [ 50 ] |
| Oh Joohan         | maraton (m)       | N/A        | N/A        | N/A      | N/A      | DNF     | DNF     | [ 50 ] |
| Choe Byeong-kwang | chód na 20 km (m) | N/A        | N/A        | N/A      | N/A      | 1:28:12 | 37.     | [ 51 ] |
| Choi Kyung-sun    | maraton (k)       | N/A        | N/A        | N/A      | N/A      | 2:35:33 | 34.     | [ 52 ] |
| Ahn Seul-ki       | maraton (k)       | N/A        | N/A        | N/A      | N/A      | 2:41:11 | 57.     | [ 52 ] |

Konkurencje techniczne
| Zawodnik       | Konkurencja       | Kwalifikacje | Kwalifikacje | Finał | Finał   | Źródło |
| Zawodnik       | Konkurencja       | Wynik        | Miejsce      | Wynik | Miejsce | Źródło |
| -------------- | ----------------- | ------------ | ------------ | ----- | ------- | ------ |
| Woo Sang-hyeok | skok wzwyż (m)    | 2,28         | 9.           | 2,35  | 4.      | [ 53 ] |
| Jin Min-sub    | skok o tyczce (m) | 5,50         | 19.          | NQ    | NQ      | [ 54 ] |

### Łucznictwo
| Zawodnik                            | Konkurencja       | Runda rankingowa | Runda rankingowa | 1/32               | 1/16             | 1/8                  | Ćwierćfinały         | Półfinały              | Finał                               | Finał   | Źródło               |
| Zawodnik                            | Konkurencja       | Wynik            | Miejsce          | Przeciwnik Wynik   | Przeciwnik Wynik | Przeciwnik Wynik     | Przeciwnik Wynik     | Przeciwnik Wynik       | Przeciwnik Wynik                    | Pozycja | Źródło               |
| ----------------------------------- | ----------------- | ---------------- | ---------------- | ------------------ | ---------------- | -------------------- | -------------------- | ---------------------- | ----------------------------------- | ------- | -------------------- |
| Kim Je-deok                         | indywidualnie (m) | 688              | 1.               | David W 6-0        | Unruh P 3-7      | NQ                   | NQ                   | NQ                     | NQ                                  | 17.     | [ 55 ] [ 56 ] [ 57 ] |
| Oh Jin-hyek                         | indywidualnie (m) | 681              | 3.               | Hammed W 6-0       | Das P 5-6        | NQ                   | NQ                   | NQ                     | NQ                                  | 17.     | [ 55 ] [ 56 ] [ 57 ] |
| im Woo-jin                          | indywidualnie (m) | 680              | 4.               | Balogh W 6-0       | Plihon W 6-2     | Mohamad W 6-0        | Tang Chih-chun P 4-6 | NQ                     | NQ                                  | 5.      | [ 55 ] [ 56 ] [ 57 ] |
| An San                              | indywidualnie (k) | 680              | 1.               | Hourtou W 6-2      | dos Santos W 7-1 | Hayakawa W 6-4       | Kumari W 6-0         | Brown W 6-5            | Osipowa W 6-5                       | złoto   | [ 58 ] [ 59 ] [ 60 ] |
| Jang Min-hee                        | indywidualnie (k) | 677              | 2.               | Adam W 6-0         | Nakamura P 2-6   | NQ                   | NQ                   | NQ                     | NQ                                  | 17.     | [ 58 ] [ 59 ] [ 60 ] |
| Kang Chae-young                     | indywidualnie (k) | 675              | 3.               | los Monteros W 6-0 | Marczenko W 6-1  | Anagöz W 6-2         | Osipowa P 1-7        | NQ                     | NQ                                  | 7.      | [ 58 ] [ 59 ] [ 60 ] |
| Kim Je-deok Oh Jin-hyek im Woo-jin  | drużynowo (m)     | 2049             | 1.               | N/A                | N/A              | Bye                  | Indie · W 6-0        | Japonia · W 6-4        | Chińskie Tajpej · W 6-0             | złoto   | [ 61 ] [ 62 ]        |
| An San Jang Min-hee Kang Chae-young | drużynowo (k)     | 2032             | 1.               | N/A                | N/A              | Bye                  | Włochy · W 6-0       | Białoruś · W 5-1       | Rosyjski Komitet Olimpijski · W 6-0 | złoto   | [ 63 ] [ 64 ]        |
| Kim Je-deok An San                  | mikst             | 1368             | 1.               | N/A                | N/A              | Shana Siddique W 6-0 | Jadhav Kumari W 6-2  | Álvarez Valencia W 5-1 | Wijler Schloesser W 5-3             | złoto   | [ 65 ] [ 66 ]        |

### Pięciobój nowoczesny
| Zawodnik      | Konkurencja | Szermierka      | Szermierka | Szermierka | Pływanie | Pływanie | Pływanie | Jazda konna | Jazda konna | Kombinacja: strzelanie/bieg przełajowy | Kombinacja: strzelanie/bieg przełajowy | Kombinacja: strzelanie/bieg przełajowy | Suma punktów | Pozycja | Źródło |
| Zawodnik      | Konkurencja | Wynik (wygrane) | M.         | Punkty     | Czas     | M.       | Punkty   | M.          | Punkty      | Czas                                   | M.                                     | Punkty                                 | Suma punktów | Pozycja | Źródło |
| ------------- | ----------- | --------------- | ---------- | ---------- | -------- | -------- | -------- | ----------- | ----------- | -------------------------------------- | -------------------------------------- | -------------------------------------- | ------------ | ------- | ------ |
| Kim Se-hee    | kobiety     | 24              | 2.         | 246        | 2:16,36  | 21.      | 279      | 18.         | 286         | 13:00,70                               | 24.                                    | 520                                    | 1330         | 11.     | [ 67 ] |
| Kim Sun-woo   | kobiety     | 19              | 14.        | 214        | 2:12,87  | 12.      | 285      | 21.         | 284         | 13:07,80                               | 27.                                    | 513                                    | 1296         | 17.     | [ 67 ] |
| Jun Woong-tae | mężczyźni   | 21              | 9.         | 226        | 1:57,23  | 6.       | 316      | 11.         | 289         | 11:01,84                               | 7.                                     | 668                                    | 1477         | brąz    | [ 68 ] |
| Jung Jin-hwa  | mężczyźni   | 23              | 5.         | 239        | 1:57,85  | 7.       | 315      | 6.          | 293         | 11:21,95                               | 17.                                    | 619                                    | 1466         | 4.      | [ 68 ] |

### Piłka nożna
Turniej mężczyzn
- Reprezentacja mężczyzn

| - Song Bum-keun - Lee You-hyeon - Kim Jae-woo - Park Ji-soo - Jeong Tae-wook - Jeong Seung-won - Kwon Chang-hoon - Lee Kang-in - Song Min-kyu - Lee Dong-gyeong - Lee Dong-jun |  | - Seol Young-woo - Kim Jin-ya - Kim Dong-hyun - Won Du-jae - Hwang Ui-jo - Um Won-sang - Ahn Joon-soo - Kang Yoon-sung - Lee Sang-min - Kim Jin-gyu - An Chan-gi |

| Drużyna          | Konkurencja      | Faza grupowa      | Faza grupowa     | Faza grupowa     | Faza grupowa | Ćwierćfinały     | Półfinały        | Finał mecz o 3. miejsce | Pozycja | Źródło |
| Drużyna          | Konkurencja      | Przeciwnik Wynik  | Przeciwnik Wynik | Przeciwnik Wynik | Pozycja      | Przeciwnik Wynik | Przeciwnik Wynik | Przeciwnik Wynik        | Pozycja | Źródło |
| ---------------- | ---------------- | ----------------- | ---------------- | ---------------- | ------------ | ---------------- | ---------------- | ----------------------- | ------- | ------ |
| Korea Południowa | turniej mężczyzn | Nowa Zelandia 0:1 | Rumunia 4:0      | Honduras 6:0     | 1.           | Meksyk 3:6       | NQ               | NQ                      | 5.      | [ 69 ] |

### Piłka ręczna
Turniej kobiet
- Reprezentacja kobiet

| - Ju Hui - Won Seon-pil - Ryu Eun-hee - Jeong Jin-hui - Kim Yun-ji - Choi Su-min - Sim Hae-in - Kang Eun-hye |  | - Jo Ha-rang - Gim Bo-eun - Lee Mi-gyeong - Kang Kyung-min - Jung Yu-ra - Kim Jin-yi - Jung Ji-in |

| Drużyna          | Konkurencja    | Faza grupowa     | Faza grupowa     | Faza grupowa     | Faza grupowa     | Faza grupowa     | Faza grupowa | Ćwierćfinały     | Półfinały        | Finał mecz o 3. miejsce | Pozycja | Źródło        |
| Drużyna          | Konkurencja    | Przeciwnik Wynik | Przeciwnik Wynik | Przeciwnik Wynik | Przeciwnik Wynik | Przeciwnik Wynik | Pozycja      | Przeciwnik Wynik | Przeciwnik Wynik | Przeciwnik Wynik        | Pozycja | Źródło        |
| ---------------- | -------------- | ---------------- | ---------------- | ---------------- | ---------------- | ---------------- | ------------ | ---------------- | ---------------- | ----------------------- | ------- | ------------- |
| Korea Południowa | turniej kobiet | Norwegia 27:39   | Holandia 36:43   | Japonia 27:24    | Czarnogóra 26:28 | Angola 31:31     | 4.           | Szwecja 30:39    | NQ               | NQ                      | 8.      | [ 70 ] [ 71 ] |

### Pływanie
| Zawodnik                                               | Konkurencja                     | Eliminacje | Eliminacje | Półfinał | Półfinał | Finał   | Finał   | Źródło               |
| Zawodnik                                               | Konkurencja                     | Czas       | Miejsce    | Czas     | Miejsce  | Czas    | Miejsce | Źródło               |
| ------------------------------------------------------ | ------------------------------- | ---------- | ---------- | -------- | -------- | ------- | ------- | -------------------- |
| Hwang Sun-woo                                          | 50 m dowolnym (m)               | 22,74      | 39.        | NQ       | NQ       | NQ      | NQ      | [ 72 ] [ 73 ] [ 74 ] |
| Hwang Sun-woo                                          | 100 m dowolnym (m)              | 47,97      | 6.         | 47,56    | 4.       | 47,82   | 5.      | [ 75 ] [ 76 ] [ 77 ] |
| Hwang Sun-woo                                          | 200 m dowolnym (m)              | 1:44,62    | 1.         | 1:45,53  | 6.       | 1:45,26 | 7.      | [ 78 ] [ 79 ] [ 80 ] |
| Lee Ho-joon                                            | 400 m dowolnym (m)              | 3:53,23    | 26.        | N/A      | N/A      | NQ      | NQ      | [ 81 ]               |
| Lee Ju-ho                                              | 100 m grzbietowym (m)           | 53,84      | 20.        | NQ       | NQ       | NQ      | NQ      | [ 82 ]               |
| Lee Ju-ho                                              | 200 m grzbietowym (m)           | 1:56,77    | 4.         | 1:56,93  | 12.      | NQ      | NQ      | [ 83 ] [ 84 ]        |
| Cho Sung-jae                                           | 100 m klasycznym (m)            | 59,99      | 20.        | NQ       | NQ       | NQ      | NQ      | [ 85 ]               |
| Cho Sung-jae                                           | 200 m klasycznym (m)            | 2:10,17    | 19.        | NQ       | NQ       | NQ      | NQ      | [ 86 ]               |
| Moon Seung-woo                                         | 100 m motylkowym (m)            | 53,59      | 47.        | NQ       | NQ       | NQ      | NQ      | [ 87 ]               |
| Moon Seung-woo                                         | 200 m motylkowym (m)            | 1:58,09    | 28.        | NQ       | NQ       | NQ      | NQ      | [ 88 ]               |
| Lee Yoo-yeon Hwang Sun-woo Kim Woo-min Lee Ho-joon     | sztafeta 4 × 200 m dowolnym (m) | 7:15,03    | 13.        | N/A      | N/A      | NQ      | NQ      | [ 89 ] [ 90 ]        |
| Han Da-kyung                                           | 400 m dowolnym                  | 4:16,49    | 21.        | N/A      | N/A      | NQ      | NQ      | [ 91 ]               |
| Han Da-kyung                                           | 800 m dowolnym (k)              | 8:46,66    | 24.        | N/A      | N/A      | NQ      | NQ      | [ 92 ]               |
| Han Da-kyung                                           | 1500 m dowolnym (k)             | 16:33,59   | 28.        | N/A      | N/A      | NQ      | NQ      | [ 93 ]               |
| Lee Eun-ji                                             | 100 m grzbietowym (k)           | 1:00,14    | 20.        | NQ       | NQ       | NQ      | NQ      | [ 94 ]               |
| Lee Eun-ji                                             | 200 m grzbietowym (k)           | 2:11,72    | 18.        | NQ       | NQ       | NQ      | NQ      | [ 95 ]               |
| An Se-hyeon                                            | 100 m motylkowym (k)            | 59,32      | 23.        | NQ       | NQ       | NQ      | NQ      | [ 96 ]               |
| Kim Seo-yeong                                          | 200 m zmiennym (k)              | 2:11,54    | 15.        | 2:11,38  | 12.      | NQ      | NQ      | [ 97 ] [ 98 ]        |
| Jung Hyun-young Kim Seo-yeong Han Da-kyung An Se-hyeon | sztafeta 4 × 200 m dowolnym (k) | 8:11,16    | 14.        | N/A      | N/A      | NQ      | NQ      | [ 99 ]               |

### Podnoszenie ciężarów
| Zawodnik       | Konkurencja      | Rwanie | Rwanie  | Podrzut | Podrzut | Razem  | Pozycja | Źródło  |
| Zawodnik       | Konkurencja      | Wynik  | Pozycja | Wynik   | Pozycja | Razem  | Pozycja | Źródło  |
| -------------- | ---------------- | ------ | ------- | ------- | ------- | ------ | ------- | ------- |
| Han Myeong-mok | -67 kg mężczyzn  | 147 kg | 3.      | 174 kg  | 4.      | 321 kg | 4.      | [ 100 ] |
| Yu Dong-ju     | -96 kg mężczyzn  | 160 kg | 10.     | 200 kg  | 8.      | 360 kg | 8.      | [ 100 ] |
| Jin Yun-seong  | -109 kg mężczyzn | 180 kg | 6.      | 220 kg  | 5.      | 400 kg | 6.      | [ 100 ] |
| Ham Eun-ji     | -55 kg kobiet    | 85 kg  | 9.      | 116 kg  | 4.      | 201 kg | 7.      | [ 100 ] |
| Kim Su-hyeon   | -76 kg kobiet    | 106 kg | 5.      | DNF     | DNF     | DNF    | DNF     | [ 100 ] |
| Kang Yeoun-hee | -87 kg kobiet    | 103 kg | 10.     | 128 kg  | 9.      | 231 kg | 9.      | [ 100 ] |
| Lee Seon-mi    | +87 kg kobiet    | 125 kg | 3.      | 152 kg  | 4.      | 277 kg | 4.      | [ 100 ] |

### Rugby 7
Turniej mężczyzn
Reprezentacja mężczyzn
| - Yongheung Chang - Jeongmin Jang - Yeonsik Jeong - Hyunsoo Kim - Kunkyu Han - Namuk Kim - Seongbae Lee |  | - Wanyong Park - Jinkyu Lee - Andre Jin - Seongmin Jang - Seongdeok Choi - Gwongmin Kim |

| Drużyna          | Konkurencja | Faza grupowa       | Faza grupowa     | Faza grupowa     | Faza grupowa | Ćwierćfinały     | Półfinały        | Finał/Mecz 3.miejsce | Pozycja | Źródło          |
| Drużyna          | Konkurencja | Przeciwnik Wynik   | Przeciwnik Wynik | Przeciwnik Wynik | Pozycja      | Przeciwnik Wynik | Przeciwnik Wynik | Przeciwnik Wynik     | Pozycja | Źródło          |
| ---------------- | ----------- | ------------------ | ---------------- | ---------------- | ------------ | ---------------- | ---------------- | -------------------- | ------- | --------------- |
| Korea Południowa | mężczyźni   | Nowa Zelandia 5:50 | Australia 5:42   | Argentyna 0:56   | 4.           | N/A              | Irlandia 0:31    | Japonia 19:31        | 12.     | [ 101 ] [ 102 ] |

### Siatkówka
Turniej kobiet
- Reprezentacja kobiet

| - Lee So-young - Yuem Hye-seun - Kim Hee-jin - An Hye-jin - Park Eun-jin - Oh Ji-young |  | - Kim Yeon-koung - Kim Su-ji - Park Jeong-ah - Yang Hyo-jin - Jeong Ji-yun - Pyo Seung-ju |

| Drużyna          | Konkurencja    | Faza grupowa     | Faza grupowa     | Faza grupowa     | Faza grupowa     | Faza grupowa     | Faza grupowa | Ćwierćfinały     | Półfinały        | Finał            | Pozycja | Źródło  |
| Drużyna          | Konkurencja    | Przeciwnik Wynik | Przeciwnik Wynik | Przeciwnik Wynik | Przeciwnik Wynik | Przeciwnik Wynik | Pozycja      | Przeciwnik Wynik | Przeciwnik Wynik | Przeciwnik Wynik | Pozycja | Źródło  |
| ---------------- | -------------- | ---------------- | ---------------- | ---------------- | ---------------- | ---------------- | ------------ | ---------------- | ---------------- | ---------------- | ------- | ------- |
| Korea Południowa | turniej kobiet | Brazylia P 0:3   | Kenia W 3:0      | Dominikana W 3:2 | Japonia W 3:2    | Serbia P 0:3     | 3.           | Turcja W 3:2     | Brazylia P 0:3   | Serbia P 0:3     | 4.      | [ 103 ] |

### Skoki do wody
| Zawodnik                 | Konkurencja                      | Preliminacje | Preliminacje | Półfinał | Półfinał | Finał  | Finał   | Źródło                  |
| Zawodnik                 | Konkurencja                      | Punkty       | Miejsce      | Punkty   | Miejsce  | Punkty | Miejsce | Źródło                  |
| ------------------------ | -------------------------------- | ------------ | ------------ | -------- | -------- | ------ | ------- | ----------------------- |
| Woo Ha-ram               | trampolina 3 m indywidualnie (m) | 452,45       | 5.           | 403,15   | 12.      | 481,85 | 4.      | [ 104 ] [ 105 ] [ 106 ] |
| Kim Yeong-nam            | trampolina 3 m indywidualnie (m) | 286,80       | 28.          | NQ       | NQ       | NQ     | NQ      | [ 104 ] [ 105 ] [ 106 ] |
| Kim Yeong-taek           | wieża 10 m indywidualnie (m)     | 366,80       | 18.          | 374,90   | 15.      | NQ     | NQ      | [ 107 ] [ 108 ] [ 109 ] |
| Woo Ha-ram               | wieża 10 m indywidualnie (m)     | 427,25       | 7.           | 374,50   | 16.      | NQ     | NQ      | [ 107 ] [ 108 ] [ 109 ] |
| Kim Yeong-nam Woo Ha-ram | wieża 10 m synchronicznie (m)    | N/A          | N/A          | N/A      | N/A      | 396,12 | 7.      | [ 110 ]                 |
| Kim Su-ji                | trampolina 3 m indywidualnie (k) | 304,20       | 7.           | 283,90   | 15.      | NQ     | NQ      | [ 111 ] [ 112 ] [ 113 ] |
| Kwon Ha-lim              | wieża 10 m indywidualnie (k)     | 278,00       | 19.          | NQ       | NQ       | NQ     | NQ      | [ 114 ] [ 115 ] [ 116 ] |

### Strzelectwo
| Zawodnik                  | Konkurencja                         | Kwalifikacje - Faza 1 | Kwalifikacje - Faza 1 | Kwalifikacje - Faza 2 | Kwalifikacje - Faza 2 | Finał | Finał   | Źródło                          |
| Zawodnik                  | Konkurencja                         | Wynik                 | Pozycja               | Wynik                 | Pozycja               | Wynik | Pozycja | Źródło                          |
| ------------------------- | ----------------------------------- | --------------------- | --------------------- | --------------------- | --------------------- | ----- | ------- | ------------------------------- |
| Nam Tae-yun               | karabin pneumatyczny (m)            | 627,2                 | 12.                   | N/A                   | N/A                   | NQ    | NQ      | [ 117 ]                         |
| Kim Sang-do               | karabin pneumatyczny (m)            | 625,1                 | 24.                   | N/A                   | N/A                   | NQ    | NQ      | [ 117 ]                         |
| Kim Sang-do               | karabin małokalibrowy 3 postawy (m) | 1164-53x              | 24.                   | N/A                   | N/A                   | NQ    | NQ      | [ 118 ]                         |
| Park Hui-mun              | karabin pneumatyczny (k)            | 631,7                 | 2.                    | N/A                   | N/A                   | 119,1 | 8.      | [ 119 ] [ 120 ]                 |
| Gwon Eun-ji               | karabin pneumatyczny (k)            | 630,9                 | 4.                    | N/A                   | N/A                   | 145,4 | 7.      | [ 119 ] [ 120 ]                 |
| Bae Sang-hee              | karabin małokalibrowy 3 postawy (k) | 1164-59x              | 20.                   | N/A                   | N/A                   | NQ    | NQ      | [ 121 ]                         |
| Cho Eun-young             | karabin małokalibrowy 3 postawy (k) | 1155-40x              | 32.                   | N/A                   | N/A                   | NQ    | NQ      | [ 121 ]                         |
| Kwon Eun-ji Nam Tae-yun   | karabin pneumatyczny (mikst)        | 630,5                 | 3.                    | 417,5                 | 3.                    | 9     | 4.      | [ 122 ] [ 123 ] [ 124 ] [ 125 ] |
| Park Hee-moon Kim Sang-do | karabin pneumatyczny (mikst)        | 623,3                 | 20.                   | NQ                    | NQ                    | NQ    | NQ      | [ 122 ] [ 123 ] [ 124 ] [ 125 ] |
| Kim Mo-se                 | pistolet pneumatyczny (m)           | 579-20x               | 6.                    | N/A                   | N/A                   | 115,8 | 8.      | [ 126 ] [ 127 ]                 |
| Jin Jong-oh               | pistolet pneumatyczny (m)           | 576-17x               | 15.                   | N/A                   | N/A                   | NQ    | NQ      | [ 126 ] [ 127 ]                 |
| Han Dae-yoon              | pistolet szybkostrzelny (m)         | 585-22x               | 3.                    | N/A                   | N/A                   | 22    | 4.      | [ 128 ] [ 129 ]                 |
| Song Jong-ho              | pistolet szybkostrzelny (m)         | DSQ                   | DSQ                   | DSQ                   | DSQ                   | DSQ   | DSQ     | [ 128 ] [ 129 ]                 |
| Choo Ga-eun               | pistolet pneumatyczny (k)           | 573-16x               | 16.                   | N/A                   | N/A                   | NQ    | NQ      | [ 130 ]                         |
| Kim Bo-mi                 | pistolet pneumatyczny (k)           | 570-12x               | 24.                   | N/A                   | N/A                   | NQ    | NQ      | [ 130 ]                         |
| Kim Min-jung              | pistolet sportowy (k)               | 584-19x               | .                     | N/A                   | N/A                   | 38+1  | srebro  | [ 131 ]                         |
| Kwak Jung-hye             | pistolet sportowy (k)               | 579-21x               | 21.                   | N/A                   | N/A                   | NQ    | NQ      | [ 131 ]                         |
| Choo Ga-eun Jin Jong-oh   | pistolet pneumatyczny (mikst)       | 575-13x               | 9.                    | NQ                    | NQ                    | NQ    | NQ      | [ 132 ]                         |
| Kim Bo-mi Kim Mo-se       | pistolet pneumatyczny (mikst)       | 573-13x               | 11.                   | NQ                    | NQ                    | NQ    | NQ      | [ 132 ]                         |
| Lee Jong-jun              | skeet (m)                           | 121                   | 13.                   | NQ                    | NQ                    | NQ    | NQ      | [ 133 ]                         |

### Szermierka
| Zawodnik                                               | Konkurencja              | 1/32             | 1/16                | 1/8                   | Ćwierćfinały                | Półfinały                             | Finał/o 3. miejsce | Finał/o 3. miejsce | Źródło  |
| Zawodnik                                               | Konkurencja              | Przeciwnik Wynik | Przeciwnik Wynik    | Przeciwnik Wynik      | Przeciwnik Wynik            | Przeciwnik Wynik                      | Przeciwnik Wynik   | Pozycja            | Źródło  |
| ------------------------------------------------------ | ------------------------ | ---------------- | ------------------- | --------------------- | --------------------------- | ------------------------------------- | ------------------ | ------------------ | ------- |
| Lee Kwang-hyun                                         | floret indywidualnie (m) | Bye              | Borodaczow P 14-15  | NQ                    | NQ                          | NQ                                    | NQ                 | 19.                | [ 134 ] |
| Kim Jung-hwan                                          | szabla indywidualnie (m) | Bye              | Łochanow W 15-11    | Dershwitz W 15-9      | Ibragimow W 15-14           | Samele P 12-15                        | Bazadze W 15-11    | brąz               | [ 135 ] |
| Oh Sang-uk                                             | szabla indywidualnie (m) | Bye              | Mackiewicz W 15-7   | Amer W 15-9           | Bazadze P 13-15             | NQ                                    | NQ                 | 5.                 | [ 135 ] |
| Gu Bon-gil                                             | szabla indywidualnie (m) | Bye              | Szabo P 8-15        | NQ                    | NQ                          | NQ                                    | NQ                 | 19.                | [ 135 ] |
| Kim Jung-hwan Oh Sang-uk Gu Bon-gil Kim Jun-ho         | szabla drużynowo (m)     | N/A              | N/A                 | Bye                   | Egipt · W 45-30             | Niemcy · W 45-42                      | Włochy · W 45-26   | złoto              | [ 136 ] |
| Park Sang-young                                        | szpada indywidualnie (m) | Bye              | Hoyle W 15-10       | Minobe W 15-6         | Siklósi P 12-15             | NQ                                    | NQ                 | 7.                 | [ 137 ] |
| Ma Se-geon                                             | szpada indywidualnie (m) | Petrov P 7-15    | NQ                  | NQ                    | NQ                          | NQ                                    | NQ                 | 33.                | [ 137 ] |
| Kweon Young-jun                                        | szpada indywidualnie (m) | Bye              | Verwijlen P 10-15   | NQ                    | NQ                          | NQ                                    | NQ                 | 27.                | [ 137 ] |
| Park Sang-young Ma Se-geon Kweon Young-jun Song Jae-ho | szpada drużynowo (m)     | N/A              | N/A                 | Bye                   | Szwajcaria · W 44-39        | Japonia · P 38-45                     | Chiny · W 45-42    | brąz               | [ 138 ] |
| Jeon Hee-sook                                          | floret indywidualnie (k) | Bye              | Azuma W 11-10       | Chen Qingyuan W 14-11 | Dierigłazowa P 11-14        | NQ                                    | NQ                 | 7.                 | [ 139 ] |
| Choi Soo-yeon                                          | szabla indywidualnie (k) | Bye              | Berder W 15-11      | Márton P 12-15        | NQ                          | NQ                                    | NQ                 | 14.                | [ 140 ] |
| Yoon Ji-su                                             | szabla indywidualnie (k) | Bye              | Criscio W 15-11     | Dayibekova W 12-15    | NQ                          | NQ                                    | NQ                 | 11.                | [ 140 ] |
| Kim Ji-yeon                                            | szabla indywidualnie (k) | Bye              | Hafez W 15-4        | Zuganis P 12-15       | NQ                          | NQ                                    | NQ                 | 10.                | [ 140 ] |
| Choi Soo-yeon Yoon Ji-su Kim Ji-yeon Seo Ji-yeon       | szabla drużynowo (k)     | N/A              | N/A                 | Bye                   | Węgry · W 45-40             | Rosyjski Komitet Olimpijski · P 45-26 | Włochy · W 45-42   | brąz               | [ 141 ] |
| Choi In-jeong                                          | szpada indywidualnie (k) | Bye              | Murtazajewa P 11-15 | NQ                    | NQ                          | NQ                                    | NQ                 | 17.                | [ 142 ] |
| Kang Young-mi                                          | szpada indywidualnie (k) | Bye              | Satō P 14-15        | NQ                    | NQ                          | NQ                                    | NQ                 | 19.                | [ 142 ] |
| Song Se-ra                                             | szpada indywidualnie (k) | Bye              | Holmes W 15-12      | Popescu P 6-15        | NQ                          | NQ                                    | NQ                 | 13.                | [ 142 ] |
| Choi In-jeong Kang Young-mi Song Se-ra Lee Hye-in      | szpada drużynowo (k)     | N/A              | N/A                 | N/A                   | Stany Zjednoczone · W 38-33 | Chiny · W 38-29                       | Estonia · P 32-36  | srebro             | [ 143 ] |

### Taekwondo
| Zawodnik      | Konkurencja     | 1/8                  | Ćwierćfinał       | Półfinał           | Repesaż - 1      | Repesaż - 2      | Finał/3.miejsce    | Finał/3.miejsce | Źródło  |
| Zawodnik      | Konkurencja     | Przeciwnik Wynik     | Przeciwnik Wynik  | Przeciwnik Wynik   | Przeciwnik Wynik | Przeciwnik Wynik | Przeciwnik Wynik   | Pozycja         | Źródło  |
| ------------- | --------------- | -------------------- | ----------------- | ------------------ | ---------------- | ---------------- | ------------------ | --------------- | ------- |
| Jang Jun      | -58 kg mężczyzn | Barbosa W 26-6       | Vicente W 24-19   | Jendoubi P 19-25   | N/A              | N/A              | Salim W 46-16      | brąz            | [ 144 ] |
| Lee Dae-hoon  | -68 kg mężczyzn | Rashitov P 19-21     | NQ                | NQ                 | Fofana W 11-9    | Hosseini W 30-21 | Zhao Shuai P 15-17 | 5.              | [ 145 ] |
| In Kyo-don    | +80 kg mężczyzn | Mansouri W 13-12     | Zhaparov W 10-2   | Georgiewski P 6-12 | N/A              | N/A              | Trajkovič W 5-4    | brąz            | [ 146 ] |
| Sim Jae-young | -49 kg kobiet   | El-Bouchti W 19-10   | Yamada P 7-16     | NQ                 | NQ               | NQ               | NQ                 | 9.              | [ 147 ] |
| Lee Ah-reum   | -57 kg kobiet   | Lo Chia-ling P 18-20 | NQ                | NQ                 | NQ               | NQ               | NQ                 | 11.             | [ 148 ] |
| Lee Da-bin    | +67 kg kobiet   | Traoré W 17-13       | Rodríguez W 23-14 | Walkden W 25-24    | N/A              | N/A              | Mandić P 7-10      | srebro          | [ 149 ] |

### Tenis stołowy
| Zawodnik                                  | Konkurencja           | Eliminacje       | Runda 1          | Runda 2          | Runda 3            | 1/8 finału          | Ćwierćfinały                   | Półfinały        | Finał            | Finał   | Źródło  |
| Zawodnik                                  | Konkurencja           | Przeciwnik Wynik | Przeciwnik Wynik | Przeciwnik Wynik | Przeciwnik Wynik   | Przeciwnik Wynik    | Przeciwnik Wynik               | Przeciwnik Wynik | Przeciwnik Wynik | Pozycja | Źródło  |
| ----------------------------------------- | --------------------- | ---------------- | ---------------- | ---------------- | ------------------ | ------------------- | ------------------------------ | ---------------- | ---------------- | ------- | ------- |
| Jang Woo-jin                              | gra pojedyncza (m)    | N/A              | N/A              | N/A              | Drinkhall W 4-1    | Calderano P 3-4     | NQ                             | NQ               | NQ               | 9.      | [ 150 ] |
| Jeoung Young-sik                          | gra pojedyncza (m)    | N/A              | N/A              | N/A              | Gionis W 4-3       | Boll W 4-1          | Fan Zhendong P 0-4             | NQ               | NQ               | 5.      | [ 150 ] |
| Jang Woo-jin Jeoung Young-sik Lee Sang-su | turniej drużynowy (m) | N/A              | N/A              | N/A              | N/A                | Słowenia · W 3-1    | Brazylia · W 3-0               | Chiny · P 0-3    | Japonia · P 1-3  | 4.      | [ 151 ] |
| Jeon Ji-hee                               | gra pojedyncza (k)    | N/A              | N/A              | N/A              | Jia Nan Yuan W 4-3 | Liu Jia W 4-1       | Mima Itō P 0-4                 | NQ               | NQ               | 5.      | [ 152 ] |
| Shin Yu-bin                               | gra pojedyncza (k)    | Bye              | Edghill W 4-0    | Ni Xialian W 4-3 | Doo Hoi Kem P 2-4  | NQ                  | NQ                             | NQ               | NQ               | 17.     | [ 152 ] |
| Jeon Ji-hee Shin Yu-bin Choi Hyo-joo      | turniej drużynowy (k) | N/A              | N/A              | N/A              | N/A                | Polska · W 3-0      | Niemcy · P 2-3                 | NQ               | NQ               | 5.      | [ 153 ] |
| Lee Sang-su Jeon Ji-hee                   | turniej mieszany      | N/A              | N/A              | N/A              | N/A                | Assar Meshref W 4-1 | Lin Yun-ju Cheng I-ching P 2-4 | NQ               | NQ               | 5.      | [ 154 ] |

### Tenis ziemny
| Zawodnik      | Konkurencja | Pierwsza runda          | Druga runda      | Trzecia runda    | Ćwierćfinały     | Półfinały        | Finał            | Finał   | Źródło  |
| Zawodnik      | Konkurencja | Przeciwnik Wynik        | Przeciwnik Wynik | Przeciwnik Wynik | Przeciwnik Wynik | Przeciwnik Wynik | Przeciwnik Wynik | Pozycja | Źródło  |
| ------------- | ----------- | ----------------------- | ---------------- | ---------------- | ---------------- | ---------------- | ---------------- | ------- | ------- |
| Kwon Soon-woo | singiel (m) | Tiafoe P 0-2 (3:6, 2:6) | NQ               | NQ               | NQ               | NQ               | NQ               | 33.     | [ 155 ] |

### Wioślarstwo
| Zawodnik        | Konkurencja | Eliminacje | Eliminacje | Repasaż | Repasaż | Ćwierćfinały | Ćwierćfinały | Półfinały | Półfinały       | Finał   | Finał      | Miejsce | Źródło  |
| Zawodnik        | Konkurencja | Czas       | M.         | Czas    | M.      | Czas         | M.           | Czas      | M.              | Czas    | M.         | Miejsce | Źródło  |
| --------------- | ----------- | ---------- | ---------- | ------- | ------- | ------------ | ------------ | --------- | --------------- | ------- | ---------- | ------- | ------- |
| Jeong Hye-jeong | W1x         | 8:12,15    | 5.         | 8:26,73 | 2.      | 8:38,70      | 6.           | 8:06,32   | 6. Półfinał C/D | 8:06,13 | 6. Finał D | 24.     | [ 156 ] |

### Wspinaczka sportowa
| Zawodnik      | Konkurencja | Kwalifikacje           | Kwalifikacje | Kwalifikacje | Kwalifikacje | Kwalifikacje | Finał                  | Finał      | Finał       | Finał  | Pozycja | Źródło          |
| Zawodnik      | Konkurencja | Wyniki                 | Wyniki       | Wyniki       | Punkty       | Miejsce      | Wyniki                 | Wyniki     | Wyniki      | Punkty | Pozycja | Źródło          |
| Zawodnik      | Konkurencja | Wspinaczka na szybkość | Bouldering   | Prowadzenie  | Punkty       | Miejsce      | Wspinaczka na szybkość | Bouldering | Prowadzenie | Punkty | Pozycja | Źródło          |
| ------------- | ----------- | ---------------------- | ------------ | ------------ | ------------ | ------------ | ---------------------- | ---------- | ----------- | ------ | ------- | --------------- |
| Chon Jong-won | mężczyźni   | 5                      | 10           | 16           | 800          | 10.          | NQ                     | NQ         | NQ          | NQ     | 10.     | [ 157 ] [ 158 ] |
| Seo Chae-hyun | kobiety     | 17                     | 5            | 1            | 85           | 2.           | 8                      | 7          | 2           | 112    | 8.      | [ 157 ] [ 159 ] |

### Zapasy
| Zawodnik     | Konkurencja                     | 1/16             | 1/8              | Ćwierćfinał      | Półfinał         | Repesaż 1        | Finał            | Finał   | Źródło  |
| Zawodnik     | Konkurencja                     | Przeciwnik Wynik | Przeciwnik Wynik | Przeciwnik Wynik | Przeciwnik Wynik | Przeciwnik Wynik | Przeciwnik Wynik | Pozycja | Źródło  |
| ------------ | ------------------------------- | ---------------- | ---------------- | ---------------- | ---------------- | ---------------- | ---------------- | ------- | ------- |
| Ryu Han-su   | -67 kg mężczyzn styl klasyczny  | Merabet W 8-0    | Ibrahim P 6-7    | NQ               | NQ               | NQ               | NQ               | 7.      | [ 160 ] |
| Kim Min-seok | -130 kg mężczyzn styl klasyczny | N/A              | Mirzazade P 0-6  | NQ               | NQ               | NQ               | NQ               | 14.     | [ 161 ] |

### Żeglarstwo
| Zawodnik                  | Konkurencja | Wyścig | Wyścig | Wyścig | Wyścig | Wyścig | Wyścig | Wyścig | Wyścig | Wyścig | Wyścig | Wyścig | Wyścig | Wyścig | Punkty | Finałowa pozycja | Źródło  |
| Zawodnik                  | Konkurencja | 1      | 2      | 3      | 4      | 5      | 6      | 7      | 8      | 9      | 10     | 11     | 12     | M*     | Punkty | Finałowa pozycja | Źródło  |
| ------------------------- | ----------- | ------ | ------ | ------ | ------ | ------ | ------ | ------ | ------ | ------ | ------ | ------ | ------ | ------ | ------ | ---------------- | ------- |
| Ha Jee-min                | Laser       | 20     | 8      | 26     | 7      | 7      | 10     | 6      | 14     | 10     | 6      | N/A    | N/A    | 10     | 98     | 7.               | [ 162 ] |
| Park Gun-woo Cho Sung-min | 470         | 17     | 16     | 14     | 15     | 3      | 17     | 15     | 14     | 1      | 9      | N/A    | N/A    | NQ     | 104    | 15.              | [ 163 ] |
| Cho Won-woo               | RS:X        | 22     | 15     | 21     | 22     | 7      | 26 UFD | 10     | 14     | 9      | 11     | 18     | 18     | NQ     | 167    | 17.              | [ 164 ] |

M – Wyścig medalowy